# Good Morning, Miami
Good Morning, Miami (Bom Dia, Miami no Brasil) é uma sitcom produzida pela NBC, e exibida no Brasil pelo SBT.